# Медаль «За выдающуюся службу» (НАСА)
Медаль «За выдающуюся службу» (англ. NASA Distinguished Service Medal) — высшая награда Национального управления США по аэронавтике и исследованию космического пространства (НАСА). К награде могут быть представлены члены федерального правительства, военные, космонавты и гражданские служащие.
Возможная вариация названия: медаль «За выдающиеся заслуги».

## Вручается
Медаль «За выдающуюся службу» присуждается за выдающиеся заслуги, проявленные неординарные способности, храбрость, или же личный вклад в выполнении поставленных задач НАСА, способствующих её продвижению.
Вклад представленного к награде лица должен быть настолько неординарными, что другие формы награждения были бы признаны недостаточными. Однако, по рекомендации Управления НАСА, Президент может назначить более высокую награду — Космическая медаль почёта Конгресса.

## Награждённые

### 1959 год
Первым награждённым медалью «За выдающуюся службу» стал директор НАСА по авиационным и космическим исследованиям Джон Кроули (англ. John Crowley Jr., 1899—1974). Медаль вручена президентом Эйзенхауэром в 1959 году.

### 1961 год
- 8 мая медалью «За выдающуюся службу» был награждён астронавт Алан Шепард.
- 22 июля награждён Гас Гриссом.

### 1962 год
- Уолтер Ширра (15 октября)
- Джон Гленн.
- Форрест Питерсен (Forrest S. Petersen)

### 1965 год
- Уолтер Ширра (30 декабря)

### 1968
- Джеймс Уэбб

### 1969 год
| - Уильям Андерс - Фрэнк Богарт (англ. Frank A. Bogart) - Кэрролл Болиндер (англ. Carroll H. Bolender) - Фрэнк Борман - Роберт Бурдо (англ. Robert E. Bourdeau) - Джин Сернан - Роджер Чаффи - Джон Кларк (англ. John F. Clark) - Рэймонд Кларк (англ. Raymond L. Clark) - Озро Ковингтон (англ. Ozro M. Covington) - Курт Дебас (англ. Kurt H. Debus) - Максим Фагет (англ. Maxime A. Faget) - Роберт Джильрат (англ. Robert R. Gilruth) - Гарри Горман (англ. Harry H. Gorman) - Гас Гриссом - Ганс Грюне (англ. Hans F. Gruene) - Джордж Хейдж (англ. George H. Hage) - Уэсли Хёрнвик (англ. Wesley L. Hjornevik) - Ли Джеймс (англ. Lee B. James) - Дэвид Джонс (англ. David M. Jones) - Кеннет Кляйкнехт (англ. Kenneth S. Kleinknecht) - Кристофер Крафт (англ. Christopher C. Kraft) - Джеймс Ловелл - Джордж Лоу (англ. George M. Low) - Чарльз Мэттьюз (англ. Charles W. Matthews) - Александер Маккул (англ. Alexander A. McCool) - Джеймс МакДивитт | - Джесси Митчелл (англ. Jessie L. Mitchell) - Джордж Мюллер (англ. George E. Mueller) - Джон Ногл (англ. John E. Naugle) - Эдмунд О’Коннор (англ. Edmund F. O'Connor) - Рокко Питроне (англ. Rocco A. Petrone) - Сэмюэл Филлипс - Джозеф Парселл (англ. Joseph Purcell) - Эберхард Реез (англ. Eberhard F. M. Rees) - Люди Ричард(англ. Ludie G. Richard) - Артур Рудолф (англ. Arthur Rudolph) - Джулиан Шеер (англ. Julian W. Scheer) - Уильям Шнайдер (англ. William C. Schneider) - Рассел Швейкарт - Дэвид Скотт - Роберт Сименс (англ. Robert C. Seamans) - Уиллис Шэпли (англ. Willis H. Shapley) - Альберт Сайперт (англ. Albert F. Siepert) - Дональд Слейтон - Томас Стаффорд - Джеральд Трусински (англ. Gerald M. Truszynski) - Вернер фон Браун - Герман Вайднер (англ. Hermann K. Weidner) - Эдвард Уайт - Джон Уильямс (англ. John J. Williams) - Джон Янг |

### 1970 год
| - Базз Олдрин - Нил Армстронг - Алан Бин - Майкл Коллинз - Томас Пейн (англ. Thomas O. Paine) | - Чарльз Конрад - Ричард Гордон - Фред Хейз - Джеймс Ловелл - Джон Суайгерт |

### 1971 год
| - Чарльз Донлен (англ. Charles J. Donlan) - Джеймс Ирвин - Винсент Джонсон (англ. Vincent L. Johnson) - Уолтер Кэпрайан (англ. Walter J. Kapryan) - Юджин Кранц - Брюс Лундин (англ. Bruce T. Lundin) - Глинн Лунни (англ. Glynn S. Lunney) - Джеймс МакДивитт - Эдгар Митчелл | - Бернард Моритц (англ. Bernard Moritz) - Дэйл Майерс (англ. Dale D. Myers) - Орэн Никс (англ. Oran W. Nicks) - Стюарт Руса - Дэвид Скотт - Алан Шепард - Сигурд Сьоберг (англ. Sigurd A. Sjoberg) - Джон Таунсенд (англ. John W. Townsend) - Альфред Уорден |

### 1972 год
| - Чарльз Дьюк - Пол Гаст (англ. Paul W. Gast) - Уильям Лукас (англ. William R. Lucas) - Ганс Марк (англ. Hans M. Mark) - Кен Маттингли | - Ричард МакКарди (англ. Richard C. McCurdy) - Уильям Пекора (англ. William T. Pecora) - Дан Шнайдерман (англ. Dan Schneiderman) - Джон Янг |

### 1973 год
| - Джордж Эббей (англ. George W. S. Abbey) - Алан Бин - Леланд Белью (англ. Leland F. Belew) - Чарлз Берри (англ. Charles A. Berry) - Алек Бонд (англ. Aleck C. Bond) - Энтони Калио (англ. Anthony J. Calio) - Джин Сернан - Аарон Кохен (англ. Aaron Cohen) - Чарльз Конрад - Ричард Кук (англ. Richard W. Cook) - Джон Дишер (англ. John H. Disher) - Пол Доннели (англ. Paul C. Donnelly) - Рон Эванс - Арнольд Фраткин (англ. Arnold W. Frutkin) - Оуэн Гэрриот - Эрнст Джисслер (англ. Ernst D. Geissler) - Рой Годфри (англ. Roy E. Godfrey) - Роберт Грей (англ. Robert H. Gray) - Джордж Харди (англ. George B. Hardy) - Роберт Хок (англ. Robert C. Hock) - Уильям Хортон (англ. William P. Horton) | - Нейл Хосенбалл (англ. S. Neil Hosenball) - Рой Джексон (англ. Roy P. Jackson) - Ричард Джонстон (англ. Richard S. Johnston) - Джозеф Кервин - Джеймс Кингсберри (англ. James E. Kingsbury) - Джек Кинзлер (англ. Jack A. Kinzler) - Кэннет Кляйнехт (англ. Kenneth S. Kleinknecht) - Джозеф Котанчик (англ. Joseph N. Kotanchik) - Честер Ли (англ. Chester M. Lee) - Уильям Лиллу (англ. William E. Lilly) - Джек Лаусма - Оуэн Моррис (англ. Owen G. Morris) - Рокко Петроне (англ. Rocco A. Petrone) - Айзем Ригель (англ. Isom A. Rigell) - Майлз Росс(англ. Miles Ross) - Джордж Сассин (англ. George T. Sasseen) - Харрисон Шмитт - Вильям Шейдер (англ. William C. Schneider) - Ричард Смитт (англ. Richard G. Smith) - Говард Тиндейл (англ. Howard W. Tindall) - Пол Уайтц |

### 1974 год
| - Доналд Бейчанен (англ. Donald D. Buchanan) - Джеральд Карр - Уокер Гиберсон (англ. Walker E. Giberson) - Эдвард Гибсон - Чарлз Хал (англ. Charles F. Hall) - Роберт Кригер (англ. Robert L. Krieger) - Дейл Майерс (англ. Dale D. Myers) | - Уильям Поуг - Норман Позински (англ. Norman Pozinsky) - Мартин Рейнс (англ. Martin L. Raines) - Ли Шерер (англ. Lee R. Scherer) - Джон Тоул (англ. John M. Thole) - Роберт Томпсон (англ. Robert F. Thompson) |

### 1975 год
| - Вэнс Бранд - Роберт Картин (англ. Robert H. Curtin) - М. Франк (англ. M. P. Frank) - Доналд Хёртс (англ. Donald P. Hearth) - Честер Ли (англ. Chester M. Lee) - Глен Ланней(англ. Glynn S. Lunney) - Джозеф Маун (англ. Joseph B. Mahon) | - Эллери Мэй (англ. Ellery B. May) - Джон МакЛукас (англ. John L. McLucas) - Уильям Нордберг (англ. William Nordberg) - Джордж Пейдж (англ. George F. Page) - Дональд Слейтон - Томас Стаффорд - Девид Вильямсон (англ. David Williamson) |

### 1976 год
| - Чарльз Доллан (англ. Charles J. Donlan) - Айзек Джиллем (англ. Isaac T. Gillam) - Чарльз Ганн (англ. Charles R. Gunn) - Уильям Лозе (англ. William M. Lohse) | - Чарльз Мэттьюз (англ. Charles W. Mathews) - Джон Нейлон (англ. John J. Neilon) - Леонард Робертс (англ. Leonard Roberts) - Уильям Шиндлер (англ. William R. Schindler) |

### 1977 год
| - Эдгар Кортрайт (англ. Edgar M. Cortright) - Малкольм Кьюрри (англ. Malcolm R. Currie) - Джеймс Флетчер (англ. James C. Fletcher) - Ноэль Хиннерс (англ. Noel W. Hinners) - Леонард Джаффе (англ. Leonard Jaffe) - Хэриетт Дженкинс (англ. Harriett G. Jenkins) - Роберт Краймер (англ. Robert S. Kraemer) | - Брюс Лундин (англ. Bruce T. Lundin) - Ганс Марк (англ. Hans M. Mark) - Джеймс Мартин (англ. James S. Martin) - Джон Ногл (англ. John E. Naugle) - Генри Норрис (англ. Henry W. Norris) - Томас Янг (англ. A. Thomas Young) |

### 1978 год
| - Кеннет Чапмен (англ. Kenneth R. Chapman) - Дьюард Кроу (англ. Duward Crow) - Роберт Картин (англ. Robert H. Curtin) - Марвин МакНикл (англ. Marvin L. McNickle) | - Дэвид Скотт - Мильтон Томпсон (англ. Milton O. Thompson) - Гералд Трусински (англ. Gerald M. Truszynski) |

### 1981 год
- Роберт Криппен
- Пол Доннелли (англ. Paul C. Donnelly)

### 1992 год
- Берриэн Мур (англ. Berrien Moore III)
- Марк Олбрехт (англ. Mark Albrecht)

### 1995 год
- Чарльз Пеллерин (англ. Dr. Charles J. Pellerin)

### 1996 год
- Джеральд Смит (англ. Gerald M. Smith)

### 2001 год
- Джек Брукс (англ. Jack Brooks)
- Клод Николье
- Джеймс Восс

### 2002 год
- Скотт Паразински

### 2003 год
- Аксель Рот (англ. Axel Roth)
- Калпана Чавла
- Уильям Маккул

### 2004 год
- Лотт Брентли-мл (англ. Lott W. Brantley Jr.)
- Скотт Хаббард (англ. G. Scott Hubbard)

### 2007 год
- Дуглас Хендриксен (англ. Douglas Hendriksen)

### 2008 год
| - Уолтер Каннингем - Донн Айзли - Фук Ли (англ. Fuk Li) | - Уолтер Ширра - Майлз Стэндиш (англ. E. Myles Standish) - Ричард Сансери (англ. Richard Sunseri) |

### 2009 год
- Кристофер Сколезе (англ. Christopher Scolese)
- Стефани Уилсон